# デイズ・オヴ・フューチャー・パスト
『デイズ・オブ・フューチャー・パスト』（原題: Days Of Future Passed）は、イギリスのプログレッシブ・ロック・バンド、ムーディー・ブルースが、1967年11月にデラム・レコードからリリースしたセカンド・アルバムにして初のコンセプト・アルバム。ロックとオーケストラの融合を果たしており、最初期のプログレッシブ・ロックの例とされている。

## 収録曲

### サイドA
1. 一日が始まる - "The Day Begins" (ナイト、エッジ:作　ピンダー:ボーカル)  5:50
2. 夜明け:夜明けの空 - "Dawn: Dawn Is a Feeling" (ピンダー:作　ヘイワード、ピンダー:ボーカル)  3:48
3. 朝:アナザー・モーニング - "The Morning: Another Morning" (トーマス:作　トーマス:ボーカル)  3:55
4. ランチ・ブレイク:ピーク・アワー - "Lunch Break: Peak Hour" (ロッジ:作　ロッジ:ボーカル)　5:33

### サイドB
1. 昼下がり:永遠の昼下がり - "The Afternoon: Forever Afternoon (Tuesday?)"  (ヘイワード、ロッジ:作　ヘイワード、ロッジ:ボーカル) 8:23
2. 夕暮れ:夕陽とたそがれ - "Evening: The Sunset - Twilight Time" (ピンダー、トーマス:作　ピンダー、トーマス:ボーカル) 6:40
3. 夜:サテンの夜 - "The Night: Nights In White Satin" (ヘイワード、エッジ、ナイト:作　ヘイワード、ピンダー:ボーカル) 7:24

## 参加ミュージシャン

### ミュージシャン
- マイク・ピンダー - メロトロン、ピアノ、タンブーラ、ゴング、ボーカル
- レイ・トーマス - フルート、パーカッション、ピアノ、ボーカル
- ジャスティン・ヘイワード - アコースティック＆エレクトリック・ギターピアノ、シタール、ボーカル
- ジョン・ロッジ - ベース、ボーカル
- グレアム・エッジ - ドラム、パーカッション、ボーカル
- ピーター・ナイト - 指揮、アレンジメント
- ロンドン・フェスティヴァル・オーケストラ

### プロダクション
- トニー・クラーク - プロデュース
- デレク・ヴァーナルス - エンジニアリング
- ヒュー・メンドル - エクセクティヴ・プロデュース、ライナー・ノーツ
- マイケル・デイクル・バークレイ - プロデュース
- デヴィッド・アンスティー - カヴァーデザイン、カヴァー・ペインティング